# Data Act (European Union)
La Ley de Datos (en inglés "Data Act") es una propuesta legislativa europea que pretende crear un marco que fomente el intercambio de datos entre empresas y gobiernos (B2G). Se esperaba que la Comisión Europea presentara formalmente la ley en el cuarto trimestre de 2021. No obstante, la propuesta se publicó formalmente el 23 de febrero de 2022.
Los organismos europeos de normalización (OEN) pueden redactar normas europeas a raíz de las solicitudes de normalización de la Comisión Europea para apoyar la aplicación del requisito de que "los productos se diseñarán y fabricarán, y los servicios conexos se prestarán, de manera que los datos generados por su utilización sean, por defecto, de acceso fácil, seguro y, cuando sea pertinente y adecuado, directo para el usuario". Además, las normas europeas y las especificaciones técnicas en el sentido del artículo II del Reglamento (UE) 1025/2012 sobre la normalización europea también pueden apoyar la emisión de contratos "estándar" o la transparencia sobre cómo se utilizarán los datos.
El 2 de febrero de 2022 se filtró un borrador de la propuesta de ley, al que se opuso rápidamente la industria.
- Ley de Gobernanza de Datos
- Ley de Inteligencia Artificial
- Ley de Servicios Digitales
- Ley de Mercados Digitales